# NGC 3171
NGC 3171 (również PGC 29950) – galaktyka eliptyczna (E-S0), znajdująca się w gwiazdozbiorze Hydry. Odkrył ją w 1886 roku Ormond Stone. Jest to galaktyka z aktywnym jądrem typu LINER.